# Оболенський Леонід Леонідович (актор)
Оболенський Леонід Леонідович (рос. Оболенский Леонид Леонидович)  (21 січня 1902, Арзамас, Нижньогородська губернія, Російська імперія — 19 листопада 1991, Міас, Челябінська область, СРСР) — радянський і російський актор, кінорежисер, звукорежисер, художник-декоратор, педагог, журналіст. Народний артист РРФСР (1991).

## З життєпису
У 1920—1922 рр. навчався у Першій Держкіношколі (нині ВДІК) у майстерні Л. Кулешова.
З 1920 року — актор театрів. У 1920-ті роки багато виступав на естраді як танцівник.
У 1922—1924 рр. — актор театру «Кривий Джиммі» (нині Московського театру Сатири).
З 1925 року — режисер кіностудії «Міжрабпомфільм» (пізніше кіностудія ім. М. Горького), був асистентом Л. Кулешова та С. Ейзенштейна, сам поставив кілька фільмів.
У 1925—1927 рр. викладав акторську майстерність та сценічний рух у кіноакторській студії імені Б. Чайковського.
У 1929—1930 рр. у Берліні вивчав звукозаписну апаратуру.
З 1930 року — звукорежисер кіностудії «Міжрабпомфільм», брав участь у створенні картин «Путівка в життя» (1931), «Околиця» (1933), «Великий утішитель» (1933), «Маріонетки» (1933).
1936 року виїхав до Ашхабада, де працював художнім керівником, режисером та звукооформителем оперної студії Будинку народної творчості, викладав сценічний рух у театрі, був звукооформителем на Ашхабадській кіностудії. 1938 року був заарештований і перебував у попередньому ув'язненні в ашхабадській в'язниці НКВС. Після падіння Єжова справа була припинена і Оболенський повернувся до Москви. У 1939—1940 роках працював художником-декоратором на кіностудії «Союздетфільм».
У червні 1941 року пішов до ополчення. У жовтні 1941 року опинився в оточенні і був узятий у полон. Восени 1944 року втік із полону і постригся в ченці у Кіцканському монастирі Бендерського повіту Молдови.
У липні 1945 року його незаконно заарештували і засуджено до 10 років позбавлення волі з поразкою у правах строком на 5 років та з конфіскацією майна. Був засланий до Сибіру, спочатку до табору, потім на поселення під Мінусинськом. У лютому 1952 року був звільнений. (Реабілітований у жовтні 2005 року ухвалою Кримінальної колегії Вищої судової палати Республіки Молдова.)
У середині 1950-х років переїхав до Свердловська, де заново пройшов усі етапи зростання режисерської професії — від асистента до постановника.
З 1956 — режисер і звукорежисер Свердловської кіностудії; брав участь у створенні фільмів «Під владою золота» (1957) та «Один рядок» у постановці реж. І. К. Правова. Після двадцятип'ятирічної перерви був другим режисером (та актором) на фільмі «Черговий рейс». Надалі ставив науково-популярні фільми — «Люди допитливої думки», «Бранець залізного кристала» та інші.
З 1962 року — репортер і оператор Челябінської студії телебачення, також вів журналістські програми. У 1972 році переїхав до Міасу на остаточне місце проживання, де працював як режисер-методист клубу кінолюбителів Палацу культури «Прометей».
В кіно знімався з 1920 р. Зіграв 37 ролей, зокрема в українських фільмах: «Легенда про княгиню Ольгу» (1983, волхв Ільм), «Мільйон у шлюбному кошику» (1985, барон), «Була не була» (1986).
Похований на цвинтарі у північній частині міста Міасса.
Сім'я
- Батько: Оболенський Леонід Леонідович (1873—1930) — радянський державний і партійний діяч, один з перших радянських дипломатів.
- Дід: Оболенський Леонід Єгорович (1845—1906) — російський письменник, поет, філософ, публіцист, критик, видавець.

## Фільмографія
Режисер-постановник:
- «Цеглинки»/ рос. «Кирпичики» (1925, у співавт.; «Межрабпом-Русь»)
- «Ех, яблучко, куди котишся?» (1926, у співавт.; «Межрабпом-Русь»)
- «Альбідум» (1928, «Межрабпомфільм»)
- «Торговці славою» (1929, співавт. сценарію; «Межрабпомфільм»)

Звукорежисер:
- «Горизонт» (1932)

Художник-постановник:
- «Сибіряки» (1940, реж. Лев Кулешов)

Другий режисер:
- «Черговий рейс» (1958)

Акторські роботи:
- «На червоному фронті» (1920, червоноармієць)
- «Незвичайні пригоди містера Веста в країні більшовиків» (1924, франт)
- «Промінь смерті» (1925, майор Хард)
- «Нащадок ЧингізХана» (1928, ад'ютант коменданта)
- «Злочин Івана Караваєва» (1929)
- «Свято святого Йоргена» (1930, режисер релігійного бойовика «Житіє святого Йоргена»)
- «Проспериті» (1932, епізод)
- «Черговий рейс» (1958, перехожий у плащі (немає в титрах)
- «Чекайте листів» (1960, батько Кості)
- «Перекличка» (1965, епізод)
- «Вид на проживання» (1972, князь)
- «Страждання молодого Геркулесова» (1972, к/м; Борис Нікандрович)
- «Мовчання доктора Івенса» (1973, Зор)
- «Чисто англійське вбивство» (1974, лорд Томас Уорбек (озвучив Андрій Файт)
- «Дорогий хлопчик» (1974, містер Лейн, представник авіакомпанії)
- «Шпак і Ліра» (1974, промисловець)
- «Червоне і чорне» (1976, католицький єпископ)
- «Обмін» (1977, доктор Ігнас Діджюліс, дідусь Вітаса (озвучив Євген Лебедєв)
- «Горіховий хліб» (1977, дідусь Андрюса (озвучив Ігор Єфімов)
- «Юлія Вревська» (1977, епізод)
- «Чужа» (1978, Леонід Леонідович, режисер)
- «Вибач-прощавай» (1979, старий)
- «Під кінець літа» (1979, Андрій Опанасович Вєдєнєєв)
- «Факт» (1980, Александре, пастух)
- «Скринька Марії Медичі» (1980, ертран д'Ан Марті, наставник ордену альбігойців)
- «Душа» (1981, старий біля моря)
- «Забуті речі» (1982, Яніс)
- «Росія молода» (1981—1982, батько Дес-Фонтейнеса (6-та серія)
- «Підліток» (1983, старий князь Сокольський)
- «Легенда про княгиню Ольгу» (1983, волхв Ільм; Київська кіностудія ім. О. Довженка)
- «Чужі пристрасті» (1983, Валдманіс)
- «Європейська історія» (1984, депутат)
- «Найменший серед братів» (1984, декан)
- «Зудов, ви звільнені!» (1984, Юрій Якович, працівник кінофотоательє)
- «Мільйон у шлюбному кошику» (1985, барон; Одеська кіностудія)
- «Іван Бабушкін» (1985, князь Андронніков)
- «Була не була» (1986, Володимир Михайлович, учитель; Одеська кіностудія)